# Demonax breviapicalis
Demonax breviapicalis là một loài bọ cánh cứng trong họ Cerambycidae.